# Dysthaeta
Dysthaeta is een kevergeslacht uit de familie van de boktorren (Cerambycidae). De wetenschappelijke naam van het geslacht werd voor het eerst geldig gepubliceerd in 1859 door Pascoe.

## Soorten
Dysthaeta omvat de volgende soorten:
- Dysthaeta anomala Pascoe, 1859
- Dysthaeta incerta Breuning, 1939
- Dysthaeta naevia Olliff, 1888